# ایستگاه متروی نایتسبریج
ایستگاه متروی نایتسبریج (انگلیسی: Knightsbridge tube station) یکی از ایستگاه‌های خط پیکدیلی متروی لندن است.
این ایستگاه که در ناحیه نایتسبریج قرار دارد در سال ۱۹۰۶ میلادی تأسیس شده است.

## نگارخانه

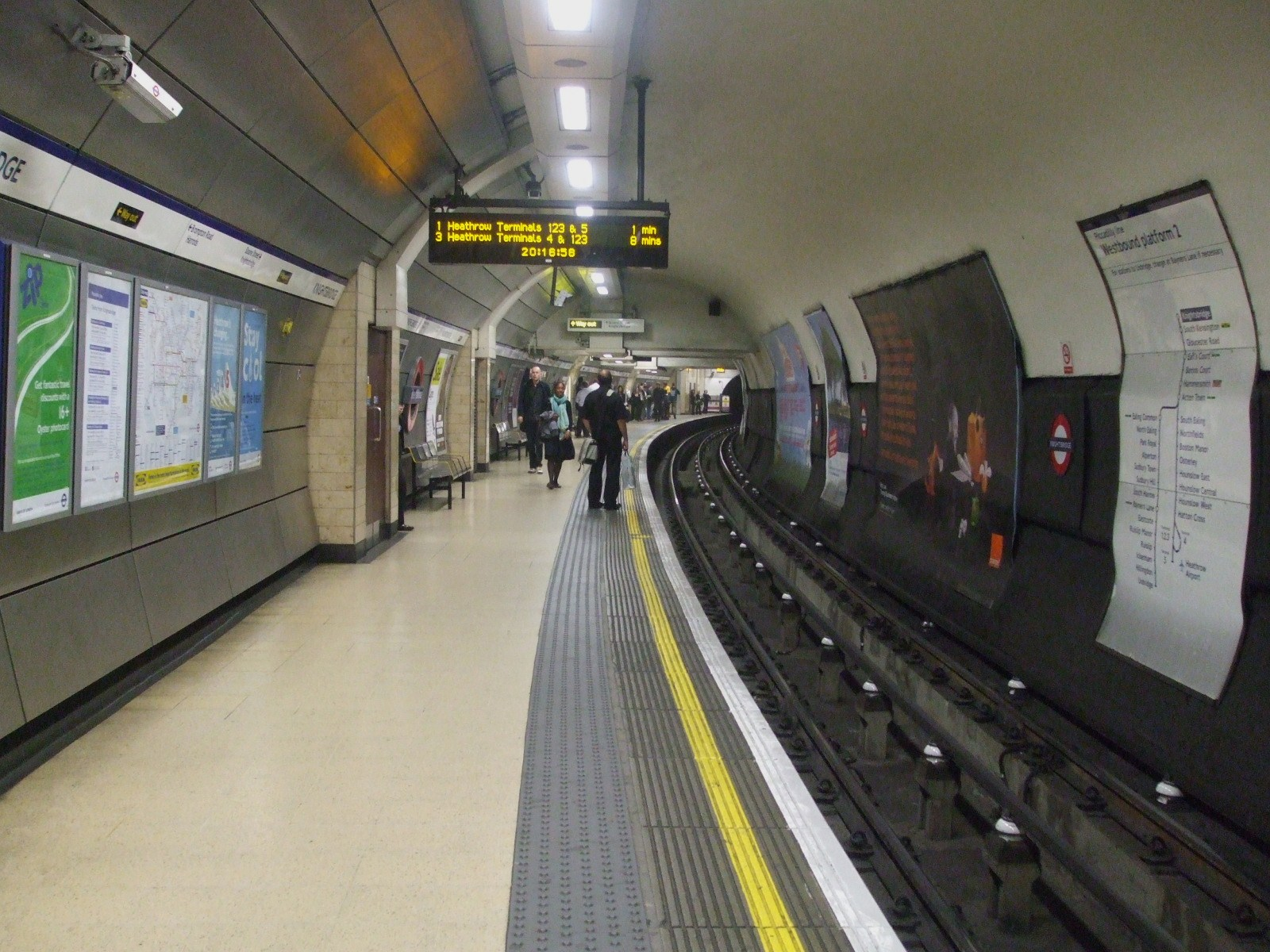
Westbound platform looking east
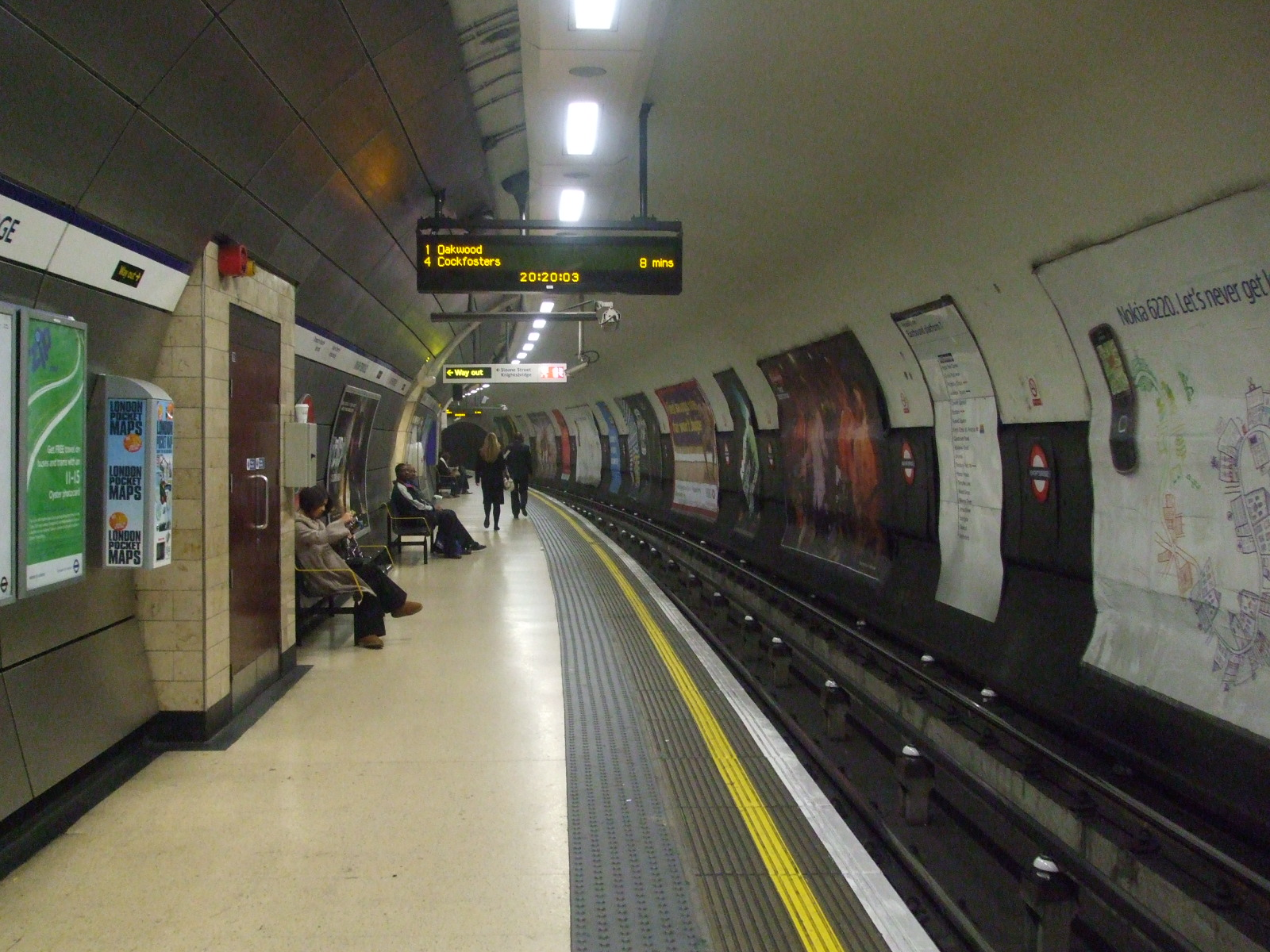
Eastbound platform looking west
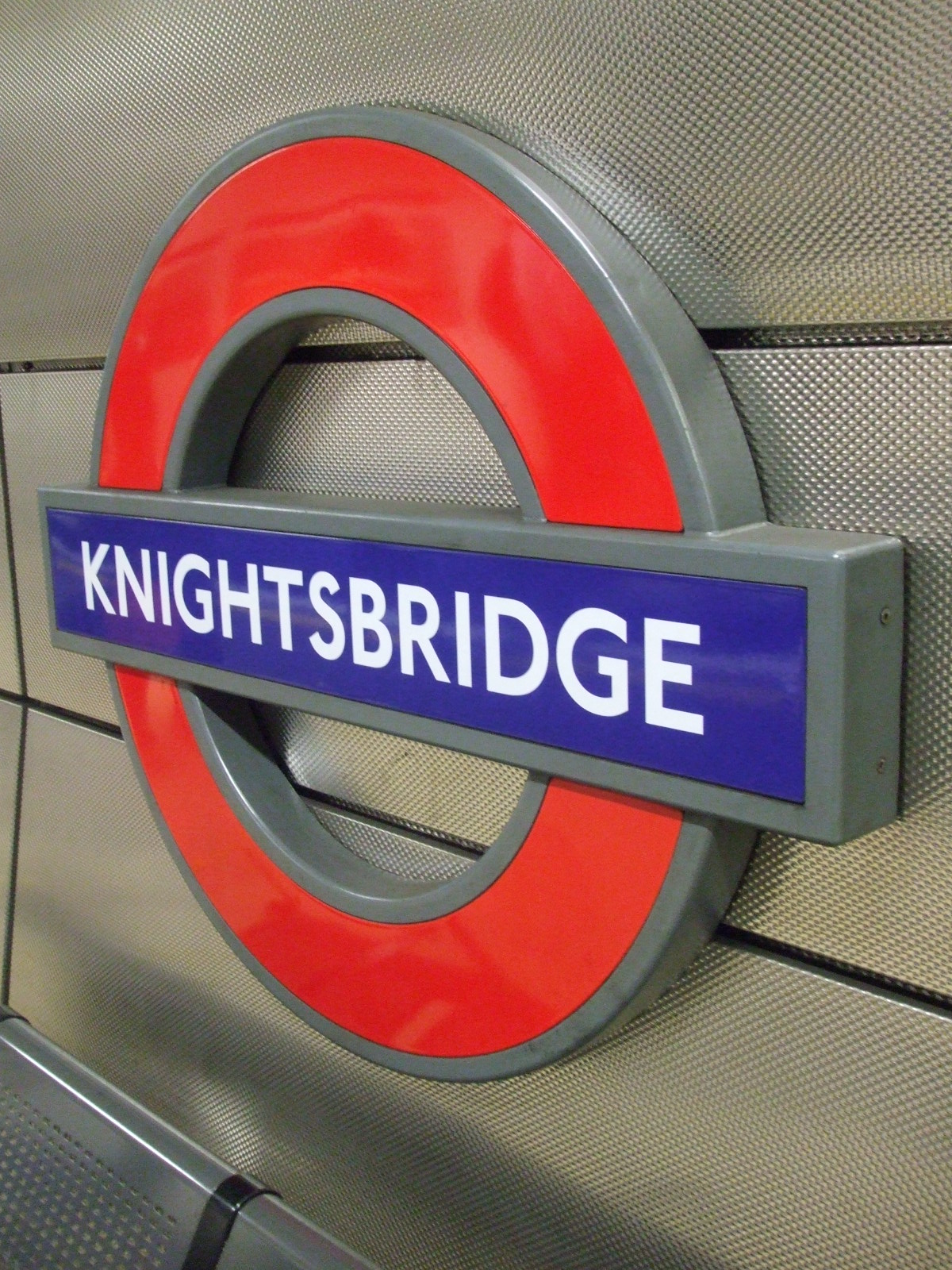
Platform roundel